# Уайз, Грег
Грег Уа́йз (англ. Greg Wise; род. 15 мая 1966 года, Ньюкасл, Великобритания) — британский актёр кино, театра и телевидения.

## Биография
Родился в Ньюкасле, в семье архитекторов. Получил образование в школе Святого Петра в Йорке. Поступил в Университет им. Хэриота и Уатта, где изучал архитектуру по примеру родителей. Позднее перебрался в Edinburgh University Theatre Company. Определившись с будущей профессией поступил в Шотландскую Королевскую академию музыки и драмы по специальности драматического актёра.

## Карьера
Карьера Грега началась с мыльных опер и телепроектов, а известность он получил благодаря мини-сериалу BBC «Красотки Эдит Уортон», где помимо Уайза участие принимали Карла Гуджино, Мира Сорвино, Сиенна Гиллори и Марк Тэнди. В том же году он появился на экранах в костюмированных фильмах «Последнее лето любви» и «Разум и чувства», завоевав симпатии не только англоязычной, но и мировой зрительской аудитории.
В дальнейшем актёрскую карьеру Уайза можно назвать плавной и ровной, без каких-либо заметных срывов и провалов. В 2010 году Грег Уайз попробовал себя в качестве продюсера фильма «Песня ланча», главные роли в котором исполнили Эмма Томпсон и Алан Рикман.
.

## Избранная фильмография
| Год       |    | Русское название                        | Оригинальное название                | Роль                          |
| --------- | -- | --------------------------------------- | ------------------------------------ | ----------------------------- |
| 1995      | с  | Пиратки                                 | The Buccaneers                       | Гай Твайт                     |
| 1995      | ф  | Разум и чувства                         | Sense and Sensibility                | Джон Уиллоуби                 |
| 1996      | с  | Байки из склепа                         | Tales from the Crypt                 | Джастин Эмберсон              |
| 1997      | тф | Дом Франкенштейна                       | House of Frankenstein                | Криспин Граймс                |
| 1998      | тф | Алиса в Зазеркалье                      | Alice Through the Looking Glass      | Красный рыцарь                |
| 1998      | ф  | Поцелуй Иуды                            | Judas Kiss                           | Бен Дайсон                    |
| 2000      | тф | Госпожа Бовари                          | Madame Bovary                        | Родольфо                      |
| 2003      | ф  | Агент Джонни Инглиш                     | Johnny English                       | Агент №1                      |
| 2003      | ф  | Площадь пяти лун                        | Piazza delle cinque lune             | Франческо Дони                |
| 2005      | ф  | Тристрам Шенди: История петушка и бычка | A Cock and Bull Story                | Грег                          |
| 2005      | ф  | Малыш Бобби                             | Greyfriars Bobby                     | министр Ли                    |
| 2007      | тф | Марпл: Приближаясь к нулю               | Agatha Christie Marple: Towards Zero | Невилл Стрэндж                |
| 2007—2009 | с  | Крэнфорд                                | Cranford                             | Сэр Чарльз Маулвер, магистрат |
| 2009      | с  | Закон и порядок: Лондон                 | Law & Order: UK                      | Гэвин Уильямс                 |
| 2011      | с  | Дзен                                    | Zen                                  | Ренато Фавелони               |
| 2011      | тф | Отчаянная невеста                       | Honeymoon for One                    | Шон Хьюз                      |
| 2014      | ф  | Прогулка по солнечному свету            | Walking on Sunshine                  | Даг                           |
| 2014      | ф  | Эффи                                    | Effie                                | Джон Рёскин                   |
| 2016      | с  | Корона                                  | The Crown                            | лорд Луис Маунтбеттен         |
| 2018—2019 | с  | Странный ангел                          | Strange Angel                        | Альфред Миллер                |
| 2019      | ф  | Частная война                           | A Private War                        | профессор Дэвид Айренс        |
| 2019      | ф  | Жёны героев                             | Military Wives                       | Ричард                        |
| 2019      | ф  | Кармилла                                | Carmilla                             | мистер Бауэр                  |

1. ↑  Deutsche Nationalbibliothek Record #129580864 // Gemeinsame Normdatei (нем.) — 2012—2016.
2. ↑  Greg Wise // Discogs (англ.) — 2000.

## Личная жизнь
На съёмках «Разума и чувств» познакомился с актрисой Эммой Томпсон. Прожив несколько лет в фактическом браке, артисты поженились в 2003 году. Эмма старше мужа на 7 лет. У них есть дочь Гайя (род. 1999). В 2003 году пара усыновила мальчика по имени Тиндиебуа Агабу.